# Стайлз, Нобби
Но́рберт Пи́тер Стайлз (англ. Norbert Peter Stiles; 18 мая 1942, Манчестер, Англия — 30 октября 2020), более известный как Но́бби Стайлз (англ. Nobby Stiles) — английский футболист, полузащитник, чемпион мира в составе сборной Англии и обладатель Кубка европейских чемпионов с «Манчестер Юнайтед».
Стайлз, Бобби Чарльтон и Иан Каллаган — единственные англичане, выигравшие главный мировой и европейский клубный футбольные трофеи.

## Ранние годы
Стайлз вырос в Коллихерсте, рабочем районе на севере Манчестера, который состоял в основном из ирландских католиков. Он с детства болел за «Манчестер Юнайтед». Футбольный талант Нобби проявился в раннем возрасте, и уже в 15 лет юноша выступал за школьную команду Англии. Вскоре после этого Стайлз реализовал детскую мечту, перейдя в «Юнайтед» в сентябре 1959 года.
Нобби был нетипичным для своего времени футболистом: он был низкого роста (что в те времена само по себе было частой причиной отказа в заключении контракта); использовал зубные протезы (которые снимал перед матчем, что придавало его лицу беззубую ухмылку, устрашающую соперников), после того, как зубы ему выбили во время одного из матчей; кроме того, у него была серьёзная близорукость, из-за чего он вынужден был использовать мощные контактные линзы во время игры и носить очки с толстыми стёклами во внефутбольное время.
Тем не менее, главный тренер «Манчестер Юнайтед» Мэтт Басби заметил что-то в цепком юноше. Стайлз дебютировал за «Юнайтед» в качестве фулбэка в матче против «Болтона» в октябре 1960 года.

## Карьера на «Олд Траффорд»
Мэтт Басби разглядел у юноши умение бесстрашно бороться и отбирать мячи у соперника, поэтому Нобби быстро переквалифицировался в опорного полузащитника — этот тип игроков достаточно распространён в настоящее время, но был редкостью в те времена, когда команды играли в пять форвардов и полузащита помогала атаке, не возвращаясь в оборону. Стайлз действовал в центре поля, предотвращая атакующие действия противника в зародыше. Его задачей было отобрать мяч у соперника и отдать пас техничным атакующим футболистам типа Бобби Чарльтона и, позднее, Джорджа Беста.
Басби не боялся, когда требуется, оставлять Стайлза вне состава: так было, например, когда «Манчестер Юнайтед» выиграл у «Лестер Сити» со счётом 3:1 в финале Кубка Англии 1963 года. Однако уже последующих сезонах Нобби стал чаще выходить на поле, а в сезоне 1964/65 вместе с «Манчестер Юнайтед» выиграл Первый дивизион Футбольной лиги. В том же году Стайлз получил вызов в сборную Англии.

## Герой Англии
Англия принимала Чемпионат мира 1966 года и потому её сборная не участвовала в квалификации. Тем не менее, главный тренер англичан Альф Рамсей использовал два года до начала чемпионата мира для оценки оптимального состава команды в товарищеских матчах домашнего чемпионата Британии. В полузащите сборной не подвергалось сомнению место Бобби Чарльтона, но остальные места были под вопросом. Один из полузащитников должен был хорошо играть в отборе, «подчищая» игру в центре поля. Рамсей попробовал на эту роль Стайлза в матче против Шотландии, который прошёл на «Уэмбли» 10 апреля 1965 года (матч закончился вничью со счётом 2:2). Стайлз закрепился в основе сборной, сыграв в восьми из девяти последующих матчей, и забил гол в домашнем матче против сборной ФРГ.
Свой 15-й матч за национальную сборную Стайлз провёл уже на чемпионате мира 11 июля 1966 года в первой групповой игре против команды Уругвая (встреча завершилась безголевой ничьей). Он продолжал играть опорника перед четырьмя защитниками, разрушая атаки соперников и открывая свободные зоны для Бобби Чарльтона и других игроков атаки. Англия победила Мексику и Францию и вышла в четвертьфинал, где не без труда одолела сборную Аргентины.
В полуфинале против Португалии Стайлз персонально действовал против Эйсебио и преуспел в этом деле, практически нейтрализовав именитого голеадора португальцев. Англия выиграла 2:1 и вышла в финал. Матч вызвал противоречивые оценки: некоторые обвинили Англию в недостатке изящности, но эффективность избранной Альфом Рамсеем тактики была неоспоримой: из-за персональной опеки со стороны Стайлза единственным эффективным действием Эйсебио стал пенальти, забитый на исходе встречи.
Финальный матч против Западной Германии Стайлз провёл традиционно на высоком уровне, жёстко действуя в отборе, хотя и не играя против кого-то персонально. Джефф Херст сделал знаменитый «хет-трик» в этом матче, который Англия выиграла в дополнительное время со счётом 4:2. В памяти миллионов после этой игры осталась послематчевая картина танцующего от радости Стайлза с призом Жюля Риме в одной руке и вставной челюстью в другой. Этот эпизод позднее фигурировал в нескольких песнях.

## Триумф в Европе
Стайлз сыграл в следующих четырёх играх за Англию, но после поражения от Шотландии на «Уэмбли» в 1967 году Рамсей исключил его из состава сборной. Зато на клубном уровне Стайлза ждал успех: он во второй раз стал чемпионом Англии, выиграв с «Юнайтед» Первый дивизион в сезоне 1966/67.
В 1968 году «Манчестер Юнайтед» дошёл до финала Кубка европейских чемпионов. Через два года после финала чемпионата мира Стайлз вновь противостоял Эйсебио, который был капитаном португальской «Бенфики» — и вновь на «Уэмбли». Эйсебио и на этот раз удалось сдерживать почти весь матч, но в самом конце матча при счёте 1:1 техничный португалец всё-таки прошёл оборону «Юнайтед», выйдя один на один с вратарём Алексом Степни, но пробил прямо в него. «Манчестер Юнайтед» выиграл в дополнительное время со счётом 4:1 и стал первым английским клубом, завоевавшим главный европейский клубный трофей.
Стайлз был включён в состав сборной Англии на Чемпионат Европы 1968 года, но роль «сдерживающего» полузащитника перешла к Алану Маллери из «Тоттенхэм Хотспур». В полуфинале Англия с минимальным счётом уступила Югославии, а Маллери стал первым футболистом в истории сборной Англии, удалённым с поля. В матче за третье месте против сборной СССР его заменил Стайлз, но в дальнейшем Маллери продолжал оставаться фаворитом Рамсея, вытеснив Нобби Стайлза из состава сборной.

## Закат карьеры
Стайлз лишь однажды сыграл за национальную сборную в 1969-м и дважды в 1970-м. Рамсей вновь взял его на Чемпионат мира 1970 года в Мексике, но лишь как замену Маллери. Стайлз, однако, не сыграл ни в одном матче на этом чемпионате мира, после чего его карьера за сборную завершилась. Всего за сборную он сыграл в 28 матчах — меньше, чем кто-либо из победного состава 1966 года — и забил 1 гол.

## Тренерская карьера
В 1971 году «Манчестер Юнайтед» продал Стайлза в «Мидлсбро» за 20 тыс. фунтов. За 11 лет карьеры на «Олд Траффорд» Нобби сыграл в 392 матчах и забил 19 голов.
В 1971 году Стайлз стал играющим тренером в «Престон Норт Энд», который тогда тренировал Бобби Чарльтон. У Чарльтона, однако, не сложилось с тренерской карьерой; а спустя 4 года Стайлз сам стал главным тренером «белоснежных».
Стайлз продолжил тенденцию переезда стареющих европейских футболистов в США, в Североамериканскую футбольную лигу, возглавив в 1981 году «Ванкувер Уайткэпс». Нобби оставался главным тренером канадского клуба 3 года, до 1984 года.
29 сентября 1985 года Стайлз возглавил «Вест Бромвич Альбион»; однако уже в феврале 1986-го он был уволен с поста главного тренера команды: под его руководством «дрозды» выиграли лишь три матча. Это стало последней вехой в футбольной и тренерской карьере Нобби Стайлза. Позднее он признался, что будучи главным тренером «Вест Бромвича» он боролся с депрессией, с трудом совершая постоянные поездки в Уэст-Мидлендс из Манчестера, где жила его семья.
C 1989-го по 1993-й годы он работал в «Манчестер Юнайтед» как тренер молодёжной команды, работая с такими футболистами как Дэвид Бекхэм, Райан Гиггз, Пол Скоулз, Ники Батт, братья Гари и Фил Невиллы.

## Награды
В 2000 году Стайлз был награждён Орденом Британской империи (MBE) в результате кампании, организованной британскими СМИ, которые удивлялись, что пятеро членов из чемпионской команды 1966 года не получили официального признания за свои заслуги. Кроме Стайлза, награды получили Алан Болл, Роджер Хант, Рэй Уилсон и Джордж Коэн.
В 2003 году Стайлз выпустил автобиографию «За мячом» (After The Ball).
Стайлз также был страстным гитаристом и близким другом Сида Барретта из Pink Floyd, вместе с которым частенько отжигал на гитарах в конце шестидесятых (Tyers, 2007).
Его сын, Джон Стайлз, выступал за «Шемрок Роверс» и «Лидс Юнайтед» в начале 1980-х.
В 2007 году Стайлза включили в Зал славы английского футбола.

## Достижения

### Командные достижения
«Манчестер Юнайтед»
- Чемпион Англии (2): 1964/65, 1966/67
- Обладатель Кубка Англии: 1962/63
- Обладатель Кубка европейских чемпионов: 1968
- Обладатель Суперкубка Англии (2): 1965, 1967 (разделённые победы)
- Итого: 6 трофеев

Сборная Англии
- Чемпион мира по футболу: 1966
- Бронзовый призёр чемпионата Европы: 1968
- Победитель Домашнего чемпионата Великобритании (3): 1964/65, 1965/66, 1969/70 (разделённая победа)

### Личные достижения
- Включён в список 100 легенд Футбольной лиги: 1998
- Включён в Зал славы английского футбола: 2007
- Включён в символическую «команду века» по версии ПФА (1907—1976): 2007[4]

## Статистика выступлений
| Клуб              | Сезон            | Лига | Лига | Кубки | Кубки | Еврокубки | Еврокубки | Прочие | Прочие | Итого | Итого |
| Клуб              | Сезон            | Игры | Голы | Игры  | Голы  | Игры      | Голы      | Игры   | Голы   | Игры  | Голы  |
| ----------------- | ---------------- | ---- | ---- | ----- | ----- | --------- | --------- | ------ | ------ | ----- | ----- |
| Манчестер Юнайтед | 1960/61          | 26   | 2    | 5     | 0     | 0         | 0         | 0      | 0      | 31    | 2     |
| Манчестер Юнайтед | 1961/62          | 34   | 7    | 4     | 0     | 0         | 0         | 0      | 0      | 38    | 7     |
| Манчестер Юнайтед | 1962/63          | 31   | 2    | 4     | 0     | 0         | 0         | 0      | 0      | 35    | 2     |
| Манчестер Юнайтед | 1963/64          | 17   | 0    | 2     | 0     | 2         | 0         | 0      | 0      | 21    | 0     |
| Манчестер Юнайтед | 1964/65          | 41   | 0    | 7     | 0     | 11        | 0         | 0      | 0      | 59    | 0     |
| Манчестер Юнайтед | 1965/66          | 39   | 2    | 7     | 0     | 8         | 1         | 1      | 0      | 55    | 3     |
| Манчестер Юнайтед | 1966/67          | 37   | 3    | 3     | 0     | 0         | 0         | 0      | 0      | 40    | 3     |
| Манчестер Юнайтед | 1967/68          | 20   | 0    | 0     | 0     | 7         | 0         | 1      | 0      | 28    | 0     |
| Манчестер Юнайтед | 1968/69          | 41   | 1    | 6     | 0     | 8         | 1         | 1      | 0      | 56    | 2     |
| Манчестер Юнайтед | 1969/70          | 8    | 0    | 5     | 0     | 0         | 0         | 0      | 0      | 13    | 0     |
| Манчестер Юнайтед | 1970/71          | 17   | 0    | 2     | 0     | 0         | 0         | 2      | 0      | 21    | 0     |
| Манчестер Юнайтед | Итого            | 311  | 17   | 45    | 0     | 36        | 2         | 5      | 0      | 397   | 19    |
| Мидлсбро          | 1971/72          | 25   | 1    | 8     | 0     | 0         | 0         | 0      | 0      | 33    | 1     |
| Мидлсбро          | 1972/73          | 32   | 1    | 4     | 0     | 0         | 0         | 0      | 0      | 36    | 1     |
| Мидлсбро          | Итого            | 57   | 2    | 12    | 0     | 0         | 0         | 0      | 0      | 69    | 2     |
| Престон Норт Энд  | 1973/74          | 27   | 1    | 2     | 0     | 0         | 0         | 0      | 0      | 29    | 1     |
| Престон Норт Энд  | 1974/75          | 19   | 0    | 2     | 0     | 0         | 0         | 0      | 0      | 21    | 0     |
| Престон Норт Энд  | Итого            | 46   | 1    | 4     | 0     | 0         | 0         | 0      | 0      | 50    | 1     |
| Всего за карьеру  | Всего за карьеру | 414  | 20   | 61    | 0     | 36        | 2         | 5      | 0      | 516   | 22    |

## Личная жизнь
Стайлз женился на Кей Джайлз в июне 1963 года. Кей — сестра футболиста Джонни Джайлза, они познакомились с Нобби, когда тот играл за «Манчестер Юнайтед» вместе с Джонни Джайлзом. С тех пор пара проживала в Манчестере, у них было трое детей.
Чемпионская медаль ФИФА, а также медаль победителя Кубка европейских чемпионов, принадлежавшие Стайлзу, были куплены футбольным клубом «Манчестер Юнайтед» за более чем 200 тысяч фунтов на аукционе 27 октября 2010 года. За медаль победителя чемпионата мира Стайлз получил 160 000 фунтов, а за медаль победителя Кубка европейских чемпионов — более 49 000 фунтов. Стайлз продал медали для выручения денежных средств «в интересах своей семьи».
В ноябре 2013 года у Стайлза был обнаружен рак простаты. В 2016 году стало известно, что у него тяжёлая стадия деменции, причём болезнь Альцгеймера у него диагностировали ещё в начале 2000-х годов. Из-за болезни он не смог посетить праздничный ужин в честь 50-летней годовщины победы сборной Англии на чемпионате мира 1966 года.
Умер в октябре 2020 года после продолжительной болезни в возрасте 78 лет.